# Шифрин, Иосиф Исаакович
Иосиф Исаакович Шифрин (16 декабря 1911, Кривой Рог, Херсонская губерния — 17 июля 1975, неизвестно) — советский горный инженер, руководитель и проектировщик строительства горнорудных предприятий. Лауреат Государственной премии СССР (1967).

## Биография
Родился 16 декабря 1911 года в местечке Кривой Рог.
В 1930 году окончил Криворожский вечерний рабочий горный институт и с этого года работал на горнорудных предприятиях. 
В 1938 году окончил Днепропетровский горный институт. В 1938—1940 годах служил в РККА.
В 1940—1941 годах — главный инженер Новотроицкого комбината (Сталинская область).
В 1941—1942 годах — главный инженер Жирновского рудоуправления (Ростовская область).
В 1942—1944 годах — заведующий горными работами, главный инженер Богословского рудоуправления (Свердловская область).
В 1944—1957 годах — главный инженер горнорудных предприятий Урала, Азербайджана.
В 1957—1960 годах — главный инженер Комбината КМАруда (Курская магнитная аномалия). Руководил строительством Лебединского карьера.
С 1960 года по 1975 год — организатор и первый директор проектного института «Центрогипроруда» в Белгороде. Руководил проектированием крупнейших рудников бассейна Курской магнитной аномалии (Стойленский, Михайловский, Южно-Лебединский и Яковлевский) и горно-обогатительных комбинатов, завода по ремонту горного и обогатительного оборудования, авторемонтного завода и других объектов.
Умер 17 июля 1975 года.

## Награды
- Орден Трудового Красного Знамени
- Орден «Знак Почёта»
- Государственная премия СССР в области науки и техники (1967)
- Другие государственные и ведомственные награды